# Guayrá

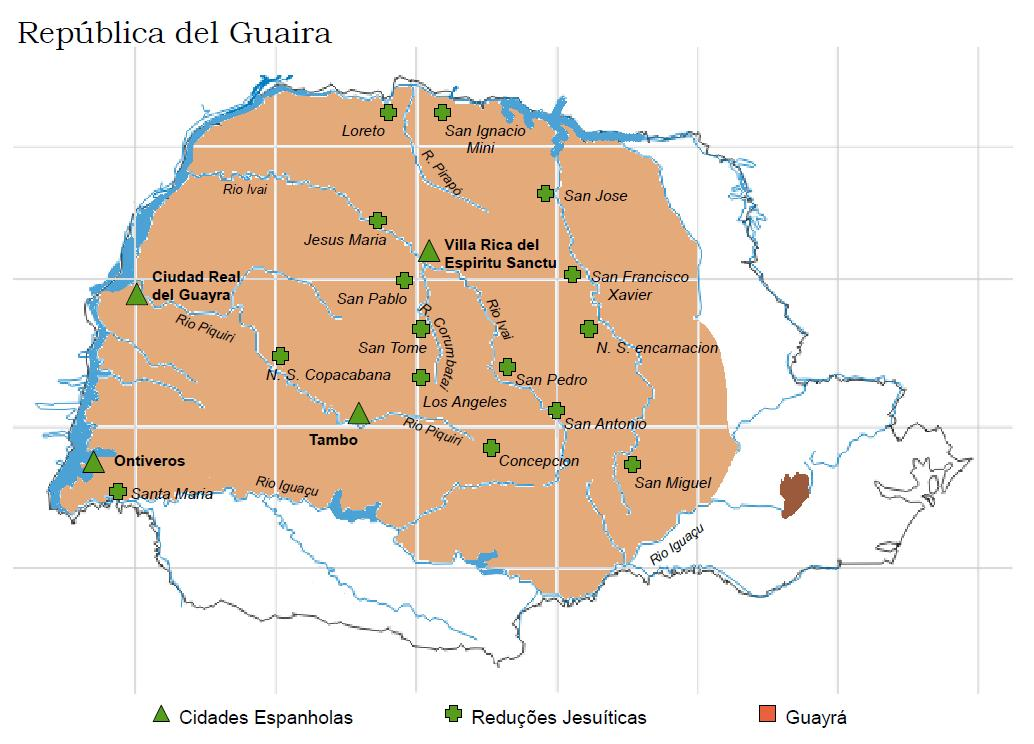
Mapa do estado atual do Paraná mostrando a região do Guayrá em marrom. Missões jesuítas estão marcadas com cruzes e assentamentos espanhóis com triângulos.

Guayrá (inicialmente chamado Gobernación del Guayrá) antigo território do Império Espanhol até divisão em 1617; tornou-se uma grande região geográfica no Brasil meridional desde 1870, em grande parte coincidente com o atual estado do Paraná. 

## Toponímia
A palavra Guayrá vem do nome de um cacique guarani da região chamado Guayrá ou Guayracá. Também recebe o nome La Piñería (expressão castelhana para "o pinheiral") porque grande parte da terra era coberta com o pinheiro-do-paraná (Araucaria angustifolia), também conhecido pelo étimo guarani curi (donde provém o nome da atual capital paranaense, Curitiba).
Com a mesma origem, grafa-se, no português atual, Guaíra, e no espanhol moderno, Guairá.

## Limites
O Guairá tinha, como limites, o rio Iguaçu (ao sul), o rio Paraná (a oeste), a linha do Tratado de Tordesilhas (a leste) que a separava do Brasil (deste modo o Oceano Atlântico, acabou por ser o limite natural a leste de Guairá nestas latitudes), e o rio Tietê (ou Anhembi; rio que separava os guaranis dos tupis) ao norte. A área de atuação dos Jesuítas foi desenvolvido em um território mais reduzido entre os rios Paraná, Iguaçu, Tibaji (ou Tibajiva, que era o limite efetivo com os portugueses) e Paranapanema.

## Principais características geográficas
A região consiste, em sua maior parte, em planaltos com cadeias montanhosas e serras cobertas por densas florestas de coníferas, sobretudo (dado o clima razoavelmente temperado na maior parte do território) pela Mata de Araucária. O território é atravessado por muitos rios, como o Paraná, Paranapanema, Iguaçu, Tibaji, Piquiri, Pirapó, Iapó etc.

## História

### A descoberta pelos europeus
Em 1522, Aleixo Garcia cruzou a região. Em 1533, Domingo Martínez de Irala percorreu o vale do rio Paraná. O limite sul do Guayrá foi explorado por Álvar Núñez Cabeza de Vaca, que a partindo da Ilha de Santa Catarina, percorrendo o Caminho do Peabiru, descobriu as Cataratas do Iguaçu e chegou a Assunção em primeiro de março de 1542. Em 1551, Diego de Sanabria fez o mesmo percurso a partir de San Francisco de Mbiaza (Mbiaza= saída, que era a região costeira do Guairá e corresponde à atual São Francisco do Sul, SC).

### Populações espanholas
A cidade de Ontiveros foi fundada pelo capitão García Rodríguez de Vergara, por ordem de Irala em 1554, na margem esquerda do rio Paraná, entre a foz do rio Iguaçu e o rio Piquiri no atual noroeste do Estado do Paraná, cerca de 50 quilômetros ao norte da cidade de Salto del Guairá (Sete Quedas), nas terra do cacique Canindeyú com o objetivo de servir como elo de ligação com o Brasil. 
A Ciudad Real del Guayrá foi fundada em 1556 pelo capitão Ruy Diaz Melgarejo, na margem esquerda do rio Paraná, sob a foz do rio Piquiry a 3 léguas de Ontiveros, no local onde onde existia a aldeia do cacique Guahyrá, nas imediações da atual cidade de Guaíra (Paraná). 

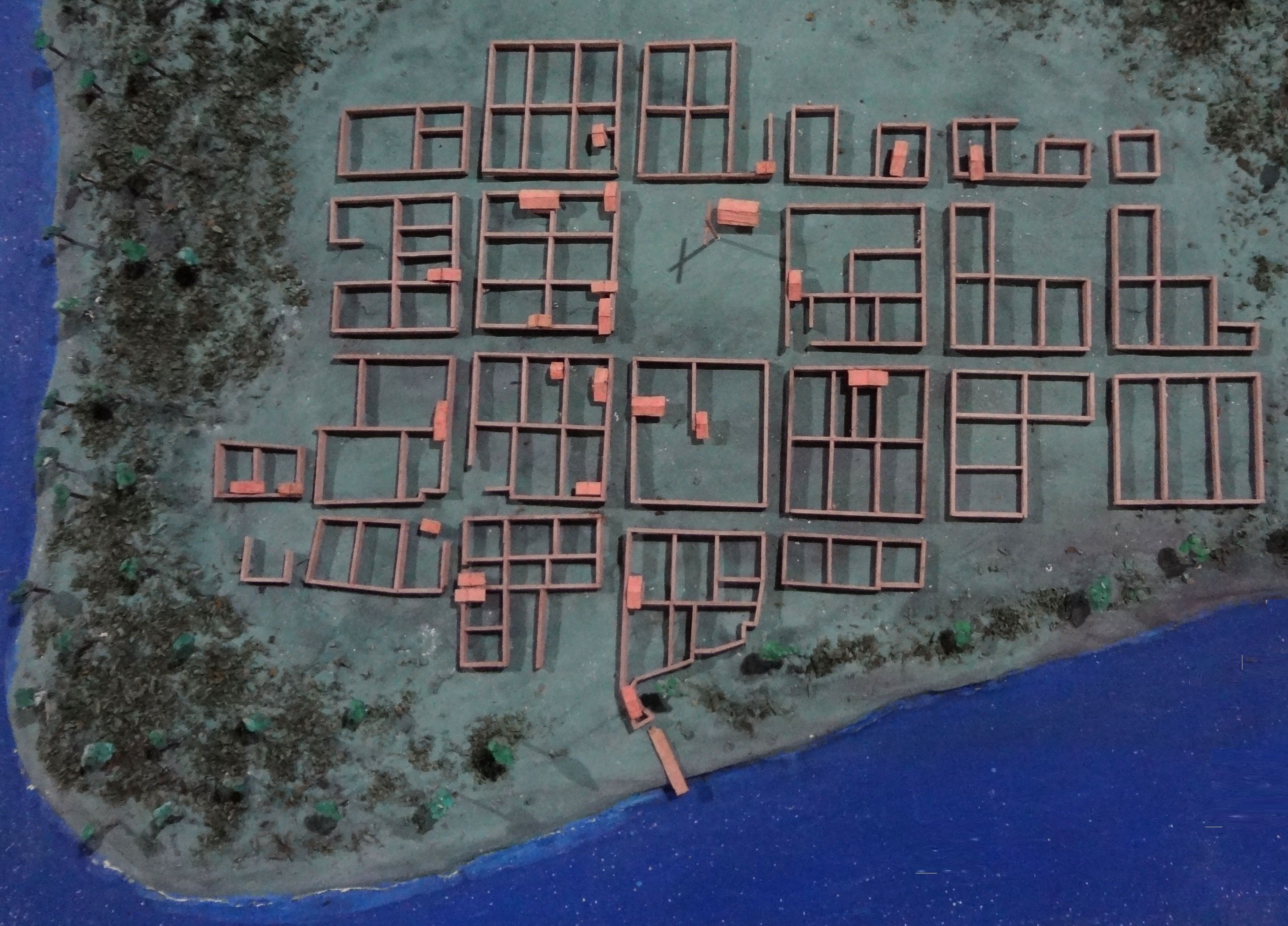
Maquete da Villa Rica del Spírictu Santo, no Parque Estadual Vila Rica do Espírito Santo, em Fênix, no Paraná.

Rui Díaz de Melgarejo fundou Villa Rica del Espíritu Santu, 14 de maio de 1570, 350 quilômetros a leste das Sete Quedas e 60 léguas de Ciudad Real, no atual município de Nova Cantu. Em 1575, foi transferida por Ruy Diaz Guzman à confluência dos rios Ivaí e Corumbataí (atual município de Fênix (Paraná)).

### Missões
Aproveitando-se de densas florestas e selvas, a região do Guayrá pelo início dos anos 1600 tinha se tornado um lugar de refúgio para aqueles Guaranis que fugiam dos encomenderos do Paraguai, e comerciantes de escravos portugueses que, aproveitando do período da "união dinástica aeque principaliter" de Portugal e Castela, atravessavam a linha de Tordesilhas em busca de ouro e escravos para as plantações de cana-de-açúcar na Capitania de São Vicente. 
Os jesuítas Manuel Ortega e Thomas Fields, conhecedores da língua tupi, semelhante ao guarani, pois já haviam missionado anteriormente no Brasil, passaram a explorar o Guayrá e depois se estabeleceram em Villa Rica del Espíritu Santu em 1588. Em 1593, exploraram a região os jesuítas Juan Saloni e Martial Lorenzana, mas logo após as missões do Guayrá foram abandonadas e os jesuítas se mudaram para Tucumán. 
Logo após os jesuítas foram direcionados às áreas mais remotas de Assunção. Um decreto real de 16 de março de 1608 ordenou que o governador do Paraguai, Hernando Arias de Saavedra, direcionasse os jesuítas para o Paraná, Guayrá e para a região dos Guaicurus, onde os indígenas estariam isentos das “encomiendas”. 
Os padres jesuítas José Cataldino e Simon Mazet partiram de Assunção em 8 de dezembro de 1609 enviados pelo bispo Lizárraga e pelo governador Hernandarias sob as instruções do jesuíta Diego de Torres Bollo de missionar no Guayrá. Estes padres fundaram as reduções de Nuestra Señora de Loreto e San Ignacio Miní (I), em 1610 nas margens do Paranapanema, próximo ao Pirapó, a primeira, e na área chamada Itambaracá, a segunda. 

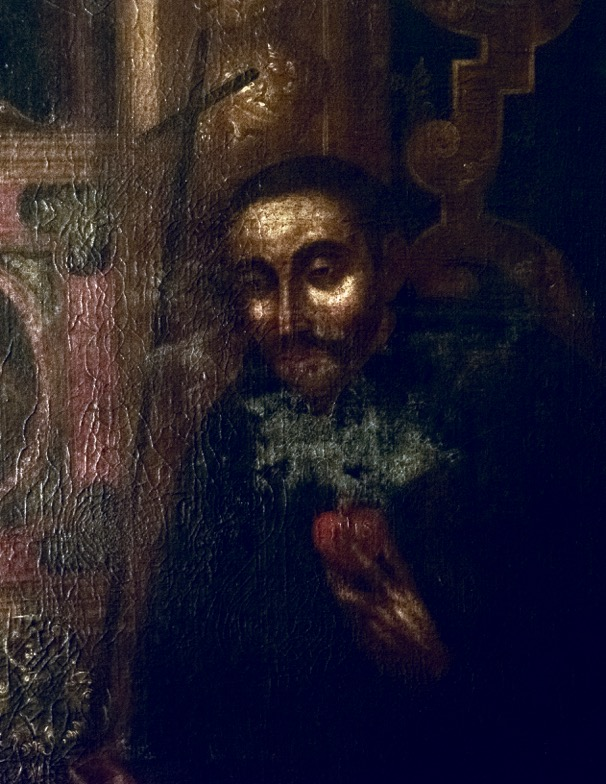
O padre peruano Antonio Ruiz de Montoya, pintura na Basílica San Pedro de Lima, Peru.

Em 1612, foram enviados, para o Guayrá, os jesuítas Antonio Ruiz de Montoya e Antonio de Moranta, que adoeceu e retornou a Assunção.  Ruiz de Montoya continuou até Guayrá e, em seguida, juntou-se o padre Xavier Martín Urtaner (ou Urtazu).  Em 1622, Ruiz de Montoya foi nomeado Superior da missão de Guayrá como sucessor de Cataldino. 

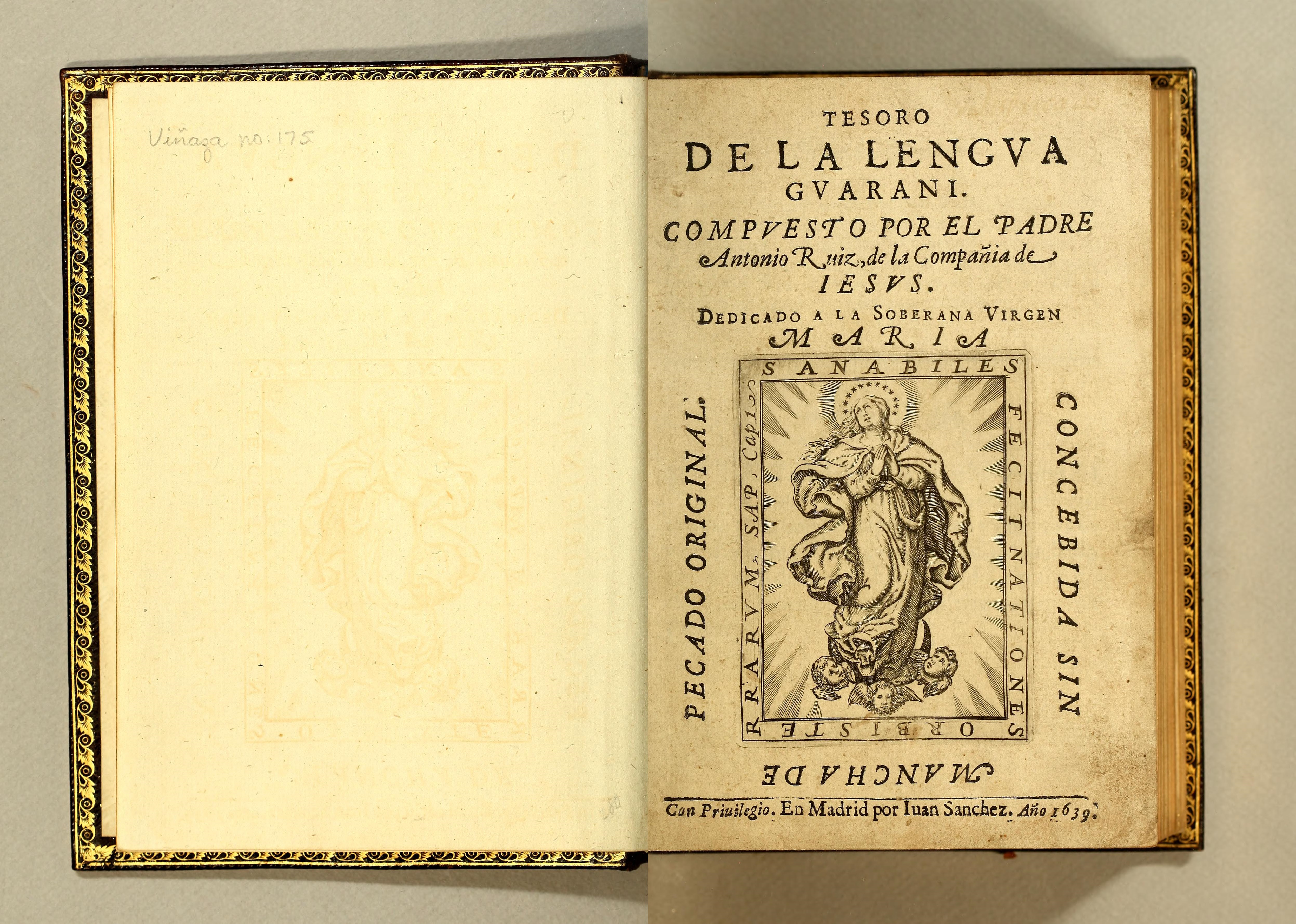
Tesoro de la Lengua Guaraní, 1639, escrito pelo jesuíta peruano Antonio Ruiz de Montoya. Foi o primeiro dicionário guarani-espanhol.

Entre 1622 e 1628, os jesuítas fundaram mais de onze reduções no Guayrá.  Instaladas no Vale do Paranapanema estavam as reduções de Nossa Senhora de Loreto e San Ignacio. No vale do Tibaji: San Jose, San Francisco Xavier, Encarnación e San Miguel. Nas margens do Ivaí estava: Jesus Maria, San Antonio e San Pablo e no rio Corumbataí: São Tomé e Sete Arcanjos. Nas cabeceiras do rio Piquiri estavam: San Pedro e Concepcióni e no médio Piquiri o santuário de Nossa Senhora de Copacabana. 
Assim, além das cidades "brancas" Ontiveros, Ciudad Real del Guayrá e Villa Rica del Espíritu Santu, existiram as seguintes reduções ou "pueblos" sob a soberania espanhola e sob a administração Jesuíta: 
Nas margens do Paranapanema: 
- Nossa Senhora de Loreto do Pirapó (1610)
- San Ignacio Mini (I) (1612)

Pelo rio Tibaji e seus afluentes: 
- San Francisco Xavier (1622)
- Nuestra Señora de la Encarnación (1625)
- San Jose (1626)
- San Miguel (1627)

Pelo rio Ivaí: 
- Sete Arcanjos (1627)
- San Pablo del Ivagy (1627)
- Santo Tomé (1628)

Nas margens do Piquiri: 
- Jesus Maria de Guaraverá (1628)
- San Pedro de los Piñares (1627)
- Nossa Senhora da Conceição (1627)

### Invasão portuguesa
A partir de 1627, começaram os ataques bandeirantes em busca de indígenas fora das reduções e a partir de 1629 começaram a atacar também as reduções do Guairá. Em 1628, os bandeirantes Antônio Raposo Tavares e Manuel Preto construíram um forte na margem esquerda do Tibaji. Os indígenas sobreviventes concentrados nas duas únicas reduções restantes intactas (Loreto e San Ignacio Mini), no final de 1631, conduzidos pelo padre Antônio Ruiz de Montoya protagonizaram o Êxodo Guairenho, onde cerca de 12 mil indígenas e 700 embarcações viajaram rio abaixo pelo Paranapanema e, em seguida, pelo Paraná. Perto das Sete Quedas, "encomenderos" da Ciudad Real tentaram impedir a expedição, mas tiveram que desistir, pois os índios passaram as quedas por terra onde perderam muitas de suas embarcações. Ali, se uniram a eles cerca de 2 000 guaranis provenientes das reduções de Tayaoba guiados pelo padre Pedro Espinosa. Após grandes dificuldades divididos em grupos que avançaram por terra e pelo rio, conseguiram atingir as reduções de Natividad del Acaray y Santa María del Iguazú e onde receberam ajuda para continuar pelo Paraná até que em março de 1632 refundaram San Ignacio Miní e Nossa Senhora do Loreto, nas margens do córrego Yabebyry. Apenas 4 000 guaranis conseguiram chegar. 
Os bandeirantes atacaram, em 1631 e 1632, a Ciudad Real del Ciudad Guayrá e Villa Rica do Espírito Santo. Villa Rica foi cercado por três meses em 1632 e, em seguida, mudou-se para oeste do rio Paraná. Finalmente, em 1638, a Ciudad Real Guayrá foi arrasada, terminando com o domínio espanhol no Guayrá. 
O avanço sistemático dos bandeirantes pelo leste e a passividade das autoridades espanholas - pois tentavam evitar conflitos dentro da "união dinástica aeque principaliter" – obrigou os espanhóis do Guayrá a recuar para a margem direita do rio Paraná, transferindo suas aldeias. 

Em 1750, o Tratado de Madri estabeleceu os limites entre Espanha e Portugal, abolindo a linha do Tratado de Tordesilhas, reconhecendo o território de Guayrá como português. 

### Consolidação brasileira
A ocupação brasileira da região do Guayrá se afirmou em 1870 com o final da Guerra da Tríplice Aliança. Mais tarde, foi nomeado de "Departamento de Guaira" uma pequena província localizada no centro leste do Paraguai, para onde foi transferida Villa Rica do Espírito Santo, em um território que não estava incluído no Guairá original. Durante a ocupação portuguesa e durante grande parte da história brasileira do século XIX, o Guayrá fazia parte da província de São Paulo, depois de 1853 se tornou o estado (então província) do Paraná. A consolidação brasileira não se concretizou completamente até as primeiras décadas do século XX, quando os limites atuais foram estabelecidos com a Argentina através da "Questão de Palmas" ou "das Missões" e quando terminou a Guerra do Contestado.

## Na cultura popular

### Filmes
- A Missão (The Mission, Grã Bretanha 1986) dirigido por Roland Joffé e com trilha sonora de Ennio Morricone.